# Jüdische Gemeinde Bad Breisig
Die jüdische Gemeinde Bad Breisig im rheinland-pfälzischen Landkreises Ahrweiler umfasste die jüdischen Einwohner der Orte Niederbreisig, Oberbreisig und Rheineck (heute Stadtteile von Bad Breisig) und ab dem 19. Jahrhundert auch die jüdischen Einwohner von Brohl. Ihre Wurzeln reichen in das 14. Jahrhundert zurück. Die jüdische Gemeinde bestand bis 1940.

## Geschichte
Zur jüdischen Gemeinschaft gehörten die im Ländchen Breisig lebenden Juden aus Niederbreisig, Oberbreisig und Rheineck sowie ab dem 19. Jahrhundert auch die jüdischen Einwohner von Brohl. Das Ländchen Breisig umfasste die Gemeinden Niederbreisig, Oberbreisig und Rheineck (ab 1969 Ortsteile von Bad Breisig) sowie Gönnersdorf und Brohl. Erstmals erwähnt werden Juden im Niederbreisig im 14. Jahrhundert und in Rheineck im 15. Jahrhundert. Bei den im 15. Jahrhundert in Rheineck ansässigen Juden handelte es sich dabei vermutlich teilweise um aus Köln vertriebene Juden. Im Jahr 1424 hatte der Stadtrat von Köln, nach Streitigkeiten mit dem Erzbischof Dietrich II. von Moers, bei denen es um die Köln lebenden Juden ging, den Vertrag der das Aufenthaltsrecht der Juden in Köln regelte, nicht mehr verlängert. Daraufhin wurden alle Juden „auf ewige Tage“ der Stadt verwiesen und eine Neuansiedlung verboten. Binnen 14 Monaten hatten alle jüdischen Einwohner Köln verlassen. Sie fanden meist auf dem Land in Grafschaften wie der Burggrafschaft Rheineck eine neue Heimat. Sie waren Schutzjuden der jeweiligen Besitzer der Burggrafschaft Rheineck oder des Stifts Essen dessen Äbtissinnen ebenfalls Geleitbriefe ausstellten und das Judenregal für sich beanspruchten. Im 18. Jahrhundert konnten die im Ländchen Breisig lebenden Juden ein weitgehend ungestörtes Leben führen. Grundlage hierfür waren die 1727 von der Äbtissin Franziska Christine von Pfalz-Sulzbach in der Formula Judenglaidts zusammengefassten Bestimmungen, die die Rechte der jüdischen Einwohner regelten. Mit Beginn des 19. Jahrhunderts stieg die Zahl der Mitglieder der jüdischen Gemeinde an. Bis Mitte des 19. Jahrhunderts gehörten die jüdische Gemeinde offiziell zur Synagogengemeinde Sinzig. 1853 versuchte die jüdische Gemeinde den Status einer eigenständigen Synagogengemeinde zu erhalten, was aber abgelehnt wurde. Allerdings wehrten sich die jüdischen Gemeindemitglieder erfolgreich gegen einen Anschluss an die jüdischen Synagogengemeinde Sinzig und blieben damit eigenständig. Im Jahr 1925 erreichte die Zahl der Mitglieder der jüdischen Gemeinde ihren höchsten Stand. Ab 1933, nach der Machtergreifung Adolf Hitlers, wurden die jüdischen Einwohner immer mehr entrechtet. Zudem kam es immer wieder zu antijüdischen Aktionen und gewalttätigen Übergriffen auf jüdische Einwohner. Dies hatte zur Folge, dass bis 1938 alle jüdischen Einwohner die Gemeinde verließen.

## Bekannte Söhne und Töchter der jüdischen Gemeinde
- Beate Berger, Leiterin des jüdischen Kinderheims Beith Ahawah in Berlin
- Julius Berger, 1907 Generalsekretär der Zionistische Weltorganisation; 1923 bis 1927 Leiter des Keren Hayesod Berlin; 1936 bis zu seinem Tod 1940 Leiter der Informationsabteilung der hebräischen Universität Jerusalem.

## Entwicklung der jüdischen Einwohnerzahl
| Jahr    | Juden      | Jüdische Familien | Bemerkung                           |
| ------- | ---------- | ----------------- | ----------------------------------- |
| 1809    | 48         |                   | Niederbreisig                       |
| 1824    | 73         |                   | Niederbreisig                       |
| 1850/55 | 50 oder 51 | 12                |                                     |
| 1858    | 24         |                   |                                     |
| 1861    |            | 14                | (Ober- und Niederbreisig und Brohl) |
| 1895    | 35         |                   | Niederbreisig                       |
| 1925    | 121        |                   | (Ober- und Niederbreisig und Brohl) |

Quelle: alemannia-judaica.de; jüdische-gemeinden.de;; „… und dies ist die Pforte des Himmels“

## Einrichtungen

### Synagoge
Die Synagoge stand in Niederbreisig. Sie befand sich im Obergeschoss eines Privathauses, dass 1892 verkauft wurde.

### Schule
Über eine eigene Schule verfügte die Gemeinde nicht. Ab Mitte des 19. Jahrhunderts hatte die Kultusgemeinde gemeinsam mit den Kultusgemeinden Sinzig und Remagen einen Religionslehrer angestellt.

### Friedhof
Vom 17. Jahrhundert bis 1878 wurden die Toten der Kultusgemeinde auf dem alten jüdischen Friedhof direkt unterhalb der Burg Rheineck bestattet. Ab 1878 dann auf dem neu angelegten jüdischen Friedhof.

## Opfer des Holocaust
Das Gedenkbuch – Opfer der Verfolgung der Juden unter der nationalsozialistischen Gewaltherrschaft 1933–1945 und die Zentrale Datenbank der Namen der Holocaustopfer von Yad Vashem führen sechs Mitglieder der jüdischen Gemeinschaft Bad Breisig (die dort geboren wurden oder zeitweise lebten) auf, die während der Zeit des Nationalsozialismus ermordet wurden.
| Name     | Vorname          | Todeszeitpunkt   | Alter     | Ort des Todes                    | Bemerkung | Quellen |
| -------- | ---------------- | ---------------- | --------- | -------------------------------- | --- | --- |
| Berger   | Adelheid         | 2. Dezember 1942 | 74 Jahre  | Ghetto Theresienstadt            | Deportation ab Köln am 15. Juni 1942 nach Ghetto Theresienstadt.                                                                  | Yad Vashem (Datenbank, Datensatz Nr. 11472046) / Gedenkbuch für die Opfer der NS-Judenverfolgung in Deutschland                                 |
| Feit     | Adolf            | 4. März 1939     | 52 Jahre  | Oberbreisig                      | Beging Suizid | Yad Vashem (Datenbank, Datensatz Nr. 11495486) / Gedenkbuch für die Opfer der NS-Judenverfolgung in Deutschland                                 |
| Schlemel | Moritz           | 9. November 1942 | 72 Jahre  | Ghetto Theresienstadt            | Deportation ab Trier am 27. Juli 1942 nach Ghetto Theresienstadt (Transport III/2, Zug DA 76).                                    | Yad Vashem (Datenbank, Datensatz Nr. 4801671 und Nr. 11625754 und Nr. 4801671) / Gedenkbuch für die Opfer der NS-Judenverfolgung in Deutschland |
| Schlemel | Selma            | unbekannt        | unbekannt | Konzentrationslager Auschwitz    | Deportation ab Trier am 27. Juli 1942 nach Ghetto Theresienstadt. Deportation am 15. Mai 1944 nach Konzentrationslager Auschwitz. | Yad Vashem (Datenbank, Datensatz Nr. 11625755) / Gedenkbuch für die Opfer der NS-Judenverfolgung in Deutschland                                 |
| Schwarz  | Adelheid (Adele) | 24. Februar 1943 | 72 Jahre  | Ghetto Theresienstadt            | Deportation ab Köln am 15. Juni 1943 nach Ghetto Theresienstadt.                                                                  | Yad Vashem (Datenbank, Datensatz Nr. 11630182 und Nr. 4079083) / Gedenkbuch für die Opfer der NS-Judenverfolgung in Deutschland                 |
| Wolff    | Levi             | unbekannt        | unbekannt | Vernichtungslager Maly Trostinez | Deportation ab Köln am 20. Juli 1942 nach Vernichtungslager Maly Trostinez.                                                       | Yad Vashem (Datenbank, Datensatz Nr. 11657924) / Gedenkbuch für die Opfer der NS-Judenverfolgung in Deutschland                                 |